# 蘭訥特巴赫河
51°48′50.99″N 8°21′50.85″E / 51.8141639°N 8.3641250°E

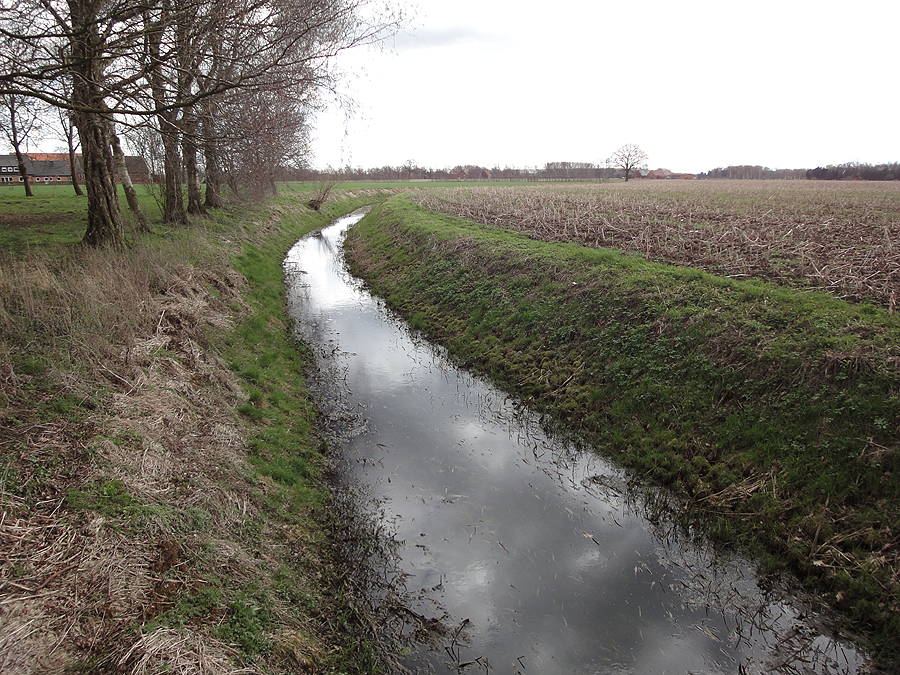

蘭訥特巴赫河（德語：Lannertbach），是德國的河流，位於該國西部，處於北萊茵-威斯特法倫州，屬於格魯伯巴赫河的右支流，河道全長4.8公里，發源自里特貝格。